# UTC+09:00
UTC+09:00 là một múi giờ được dùng cho những nơi sau đây:

## Dưới dạng giờ chuẩn (quanh năm)
Các thành phố chủ đạo: Tokyo, Seoul, Bình Nhưỡng, Ambon, Maluku, Yakutsk

### Bắc Á
- Nga – Yakutsk Time[1]
  - Vùng liên bang Viễn Đông
    - Amur, Cộng hòa Sakha (western part; west of the Sông Lena as well as territories adjacent to the Lena on the eastern side)[2]

  - Vùng liên bang Xibia
    - Zabaykalsky (vùng)

### Đông Á
- Nhật Bản – Giờ tiêu chuẩn Nhật Bản
- Hàn Quốc – Giờ tiêu chuẩn Hàn Quốc
- Bắc Triều Tiên – Giờ tiêu chuẩn Hàn Quốc

### Đông Nam Á
- Indonesia – Giờ ở Indonesia (miền Đông)[3][4]
  - Quần đảo Maluku, Papua và Tây Papua
- Đông Timor – Giờ ở Đông Timor

### Châu Đại Dương
- Palau